# کونراد گرانستروم
کونراد گرانستروم (انگلیسی: Konrad Granström؛ ۲۱ اکتبر ۱۹۰۰ – ۴ ژانویه ۱۹۸۲) ژیمناست هنری اهل سوئد بود.
وی در مسابقات کشوری و بین‌المللی در مجموع برندهٔ ۱ مدال طلا شده‌است.